# Reignier-Ésery
Reignier-Ésery (fino al 31 marzo 2007 Reigner) è un comune francese di 6 781 abitanti situato nel dipartimento dell'Alta Savoia della regione dell'Alvernia-Rodano-Alpi.
Si trova lungo il corso del fiume Arve.

## Società

### Evoluzione demografica
Abitanti censiti